# 和歌山県道227号田原古座線
和歌山県道227号田原古座線（わかやまけんどう227ごう たわらこざせん）は、和歌山県東牟婁郡串本町から東牟婁郡古座川町を経由して、東牟婁郡串本町に至る県道である。

## 概要
東牟婁郡串本町田原から東牟婁郡古座川町を経由して、東牟婁郡串本町古座に至る。
片側1車線が確保された走行しやすい道路であり、周辺住民の生活道路となっている。並行区間に国道42号が海岸を縫うように通っているが、高潮など悪天候による交通規制を受けやすいことと専用自動車道未整備の那智勝浦と串本を結び観光シーズンは混雑するため、迂回路として設定。

### 路線データ
- 起点：和歌山県東牟婁郡串本町田原（和歌山県道234号長井古座線交点）
- 終点：和歌山県東牟婁郡串本町古座（古座交差点、国道42号交点）
- 実延長：12.787 km

## 歴史
- 1960年（昭和35年）11月1日 - 和歌山県が一般県道として田原古座線を認定[1]。

## 路線状況

### 重複区間
- 和歌山県道228号高瀬古座停車場線（東牟婁郡古座川町高池 - 東牟婁郡串本町中湊・中湊交差点）

### 道路施設

#### 道の駅
- 虫喰岩（東牟婁郡古座川町）

## 地理

### 通過する自治体
- 和歌山県
  - 東牟婁郡串本町 - 東牟婁郡古座川町 - 東牟婁郡串本町

### 交差する道路
| 交差する道路                                 | 市町村名 | 市町村名 | 交差する場所 | 交差する場所      |
| -------------------------------------------- | -------- | -------- | ------------ | ----------------- |
| 和歌山県道234号長井古座線                    | 東牟婁郡 | 串本町   | 田原         | 起点              |
| 和歌山県道228号高瀬古座停車場線 重複区間起点 | 東牟婁郡 | 古座川町 | 高池         |                   |
| 和歌山県道228号高瀬古座停車場線 重複区間終点 | 東牟婁郡 | 串本町   | 中湊         | 中湊交差点        |
| 国道42号                                     | 東牟婁郡 | 串本町   | 古座         | 古座交差点 / 終点 |

### 交差する鉄道
- 紀勢本線

### 沿線
- 新宮警察署 高池駐在所
- 古座川町立高池小学校
- 古座川町役場
- 古座川町立古座中学校
- 古座川
- 熊野灘

### 峠
- 地蔵峠（東牟婁郡古座川町 - 東牟婁郡串本町）